# Kamphoeve
Kamphoeve is een natuurgebied van het Goois Natuurreservaat bij Hilversum. Kamphoeve ligt in het noordoostelijke deel van het Spanderswoud. Het was oorspronkelijk een eikenhakhoutbos dat later werd omgevormd tot een eikenspaartelgenbos. Eén telg (tak) van elke stam werd gespaard, de rest werd stelselmatig gekapt. De gespaarde telgen vormen nu het eikenbos, het spaartelgenbos. Op enkele plekken staat jong naaldhout en berk. Ooit stond hier de boerderij Kamphoeve. In 1950 werd deze boerderij in het oosten van de Fransche Kamp aangekocht door de gemeente Bussum om er een begraafplaats aan te leggen. Het plan ging niet door, wel werd de boerderij gesloopt.
Op het terrein liggen twee grote (type II) en zes kleine (type I) bunkers.